# كريس بيرن
كريس بيرن (بالإنجليزية: Chris Byrne)‏ (9 فبراير 1975 في المملكة المتحدة - ) هو لاعب كرة قدم بريطاني في مركز الوسط. لعب مع ستوكبورت كونتي وماكليسفيلد تاون ونادي سندرلاند.

## وصلات خارجية
- كريس بيرن على موقع قاعدة بيانات كرة القدم.إي يو (الإنجليزية)
- كريس بيرن على موقع Soccerbase.com (لاعب) (الإنجليزية)